# Szeroki Bór (przystanek kolejowy)
Szeroki Bór – przystanek osobowy w Szerokim Borze Piskim, w województwie warmińsko-mazurskim, w Polsce.
W wyniku konsultacji społecznych poprzedzających modernizację linii kolejowej nr 219 na odc. Szczytno-Ełk planowano przeniesienie przystanku o 2 kilometry. W latach 2018–2019 wzniesiono nowy peron o długości 120 metrów i szerokości 4,5 metra Przystanek został oddany do użytku 20 października 2019 roku.

## Ruch pasażerski
| Rok  | Wymiana pasażerska na dobę |
| ---- | -------------------------- |
| 2017 | 0-9                        |
| 2022 | 0-9                        |